# Distaccamento navale Orcadas
Il distaccamento navale Orcadas (in spagnolo Destacamento Naval Orcadas), conosciuta anche come base Orcadas è una base antartica permanente argentina.

## Ubicazione
Localizzata a ad una latitudine di 60° 44′ sud e ad una longitudine di 44°44′ ovest la stazione si trova sull'isola Laurie, nelle isole Orcadi meridionali.

## Storia
Nel 1903 William Speirs Bruce arriva sull'isola Laurie con la spedizione Scotia e vi fonda la Osmond House, una stazione meteorologica. Durante i successivi giorni la nave Scotia viene intrappolata dalla banchisa e l'equipaggio è costretto a trascorrere l'inverno sull'isola.
Nel dicembre dello stesso anno Bruce e la maggior parte dell'equipaggio salpano alla volta di Buenos Aires per far riparare la nave, ma lasciano alcuni uomini per continuare le osservazioni meteorologiche. In Argentina Bruce offre al governo locale le strutture della base, per una somma di 5 000 pesos. Alle trattative partecipò anche il governo britannico, rappresentato dall'ambasciatore a Buenos Aires che dette il suo assenso. Il presidente argentino Julio Argentino Roca accetta la transazione mediante decreto il 2 gennaio 1904 ed organizza il gruppo incaricato di gestire la struttura.
L'Argentina prende fisicamente possesso della stazione il 22 febbraio 1904, che da allora è stata abitata con continuità. È stata inoltre la prima stazione radiotelegrafica dell'Antartide  (nel 1927).
La base Orcadas è stata l'unica base scientifica dell'arcipelago per oltre 40 anni, sino alla costruzione della base estiva britannica Signy.

## Attività
La base si compone di 11 edifici e svolge quattro principali temi di ricerca: glaciologia (continentale e marina), sismologia e meteorologia (dal 1903).

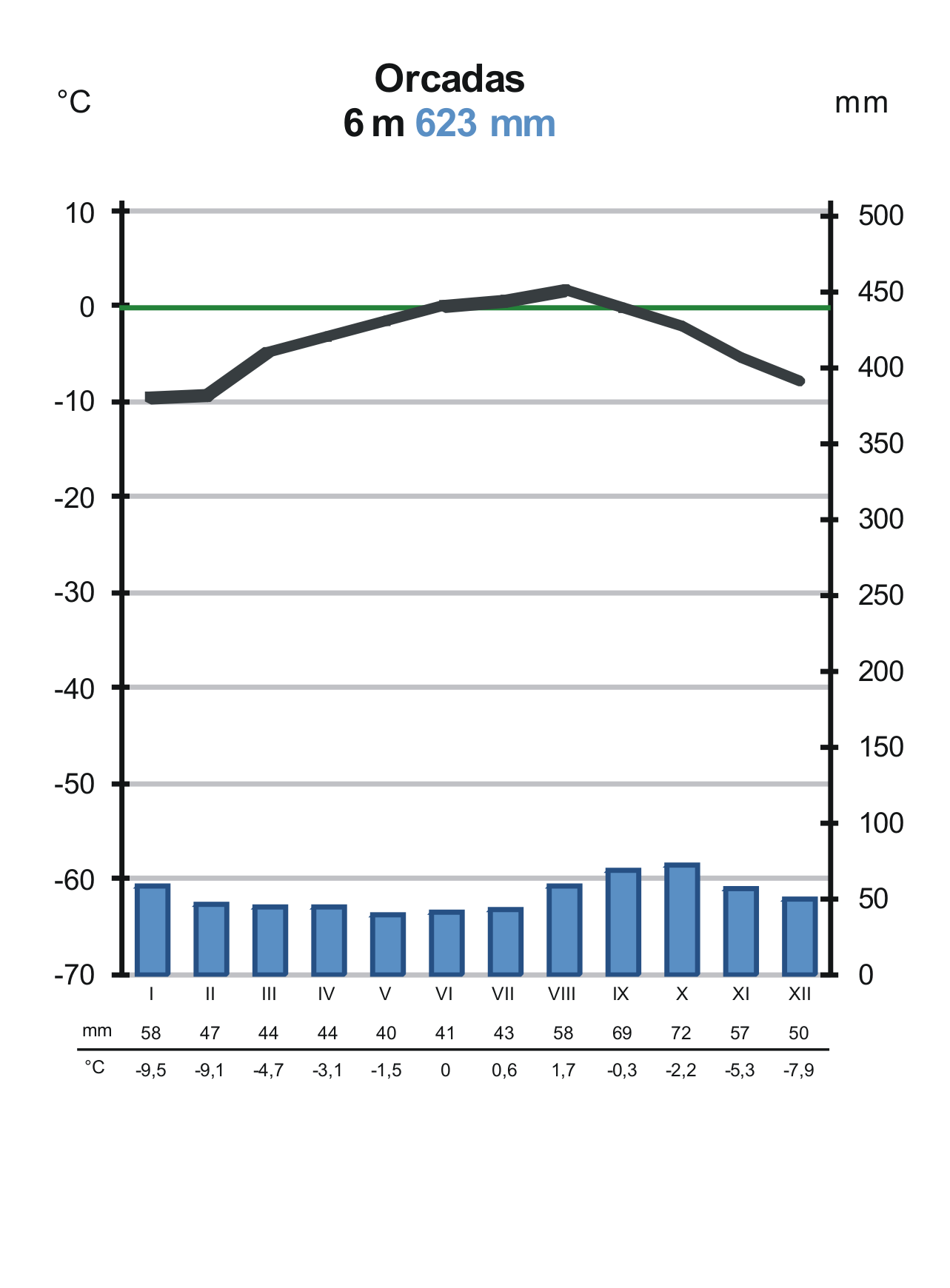
Climogramma della stazione Orcadas.

## Clima
Secondo la classificazione dei climi di Köppen, la stazione ha un clima della tundra, molto vicino alle caratteristiche del clima glaciale. Le principali caratteristiche sono:
- Temperatura massima: 12,6 °C
- Temperatura minima: −44,0 °C
- Umidità relativa media: 86 %
- Velocità media del vento: 4,6 m/s
- Pressione atmosferica media: 992 hPa
- Temperatura media del mese più caldo (febbraio): 0,5 °C
- Temperatura media del mese più freddo (luglio): −10,5 °C
- Media annuale: −4,2 °C
- Precipitazioni medie del mese più piovoso (marzo): 59,4 mm
- Precipitazioni medie del mese meno piovoso (dicembre): 33,8 mm
- Precipitazioni medie annuali: 485,8 mm